# Bristol Myers Squibb
Bristol Myers Squibb (BMS) este o companie farmaceutică din Statele Unite, cu sediul la New York City și 43.000 de angajați în 2005.